# Тоус
Тоус (валенс. Tous, ісп. Tous) — муніципалітет в Іспанії, у складі автономної спільноти Валенсія, у провінції Валенсія. Населення — 1268 осіб (2010).

## Географія
Муніципалітет розташований на відстані близько 300 км на південний схід від Мадрида, 41 км на південний захід від Валенсії.
На території муніципалітету розташовані такі населені пункти: (дані про населення за 2010 рік)
- Ла-Парра: 0 осіб
- Тоус: 1268 осіб

## Демографія
Динаміка населення (INE ):

## Галерея зображень

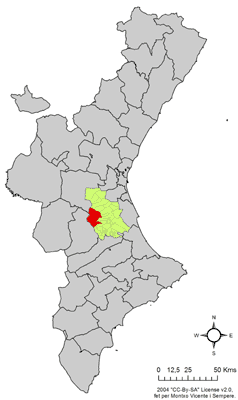
Розташування муніципалітету у автономній спільноті Валенсія
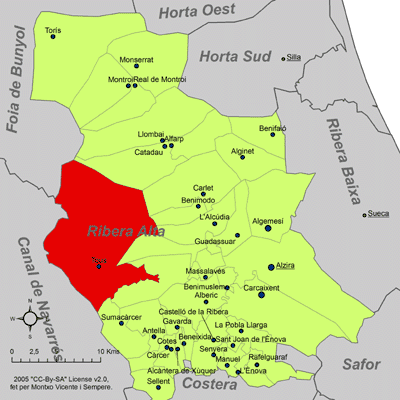
Розташування муніципалітету Тоус у комарці Рібера-Альта